# Digitaria fulva
Digitaria fulva är en gräsart som beskrevs av Jean Marie Bosser. Digitaria fulva ingår i släktet fingerhirser, och familjen gräs. Inga underarter finns listade i Catalogue of Life.